# Milli Gazete
«Милли газете» (тур. Milli Gazete — «Национальная газета») — турецкая газета правого политического направления, ранее официальный орган исламской Партии Благоденствия
Была основана в январе 1973 в Стамбуле.
В 2005 выходила тиражом в 150 000 экземпляров.

## Обвинения в антисемитизме
Исследователи Тель-Авивского университета утверждают, что в газете постоянно печатаются материалы, возбуждающие ненависть и недоверие к евреям. В частности, в феврале 1997 года у турецкого посольства в Вашингтоне состоялся пикет из восьми еврейских демонстрантов с протестом против статьи, в которой говорилось:

Как змея была создана для выделения яда, так же и еврей был создан чтобы приносить беды
Оригинальный текст (англ.)the article said a snake was created to express its poison, just as a Jew was created to make mischief